# Berestiweć
Berestiweć (ukr. Берестівець) – wieś na Ukrainie, w obwodzie czerkaskim, w rejonie humańskim. W 2001 roku liczyła 820 mieszkańców. Miejscowość powstała w drugiej połowie XVIII wieku i do 2008 nazywała się Berestoweć (ukr. Берестовець).